# Thalita Nakadomari
Thalita Santos Nakadomari (Londrina, 11 de maio de 1985) é uma ex-competidora de ginástica rítmica brasileira. Representou o Brasil nos Jogos Olímpicos de Verão de 2000, em Sydney. Tem três medalhas em Jogos Pan-Americanos.

## Biografia
Começou a praticar ginástica aos sete anos, após sua professora a ver brincando e perceber suas habilidades para o esporte. Com 14 anos, já integrava a seleção brasileira.
Fez parte da equipe que ficou em oitavo lugar por equipes nos Jogos Olímpicos de Verão de 2000, em Sydney. Foi a primeira vez que o país havia disputado a prova de conjunto numa Olimpíada.
Competiu no Campeonato Mundial de 2002, em Nova Orleans, nos Estados Unidos. Na época, o conjunto brasileiro ficou em oitavo lugar.
Nos Jogos Pan-Americanos de 2003, em Santo Domingo, foi medalha de ouro por equipes. Também levou o ouro nas fitas e nos arcos e bolas.
Disputou o Campeonato Mundial de 2003, em Budapeste. Ajudou o Brasil a ficar em nono lugar, uma posição abaixo para a vaga nos Jogos Olímpicos, mas o país assegurou a classificação pelo índice técnico.
Embora fosse titular da seleção brasileira de ginástica rítmica, optou por não disputar os Jogos Olímpicos de Verão de 2004, em Atenas, e se aposentou do esporte competitivo aos 18 anos. Após deixar as competições, graduou-se em Educação Física.